# 36445 Smalley
36445 Smalley este un asteroid din centura principală de asteroizi.

## Descriere
36445 Smalley este un asteroid din centura principală de asteroizi. A fost descoperit pe 23 august 2000 la Olathe (Kansas) de Larry Robinson (astronom). Asteroidul prezintă o orbită caracterizată de o semiaxă mare de 2,32 ua, o excentricitate de 0,20 și o înclinație de 9,9° în raport cu ecliptica.